# Glen Duncan
Glen Duncan (Bolton, 1965) è uno scrittore britannico.

## Biografia
Nato da una famiglia angloindiana, ha studiato filosofia e letteratura alla Lancaster University. Dopo essersi trasferito a Londra, ha lavorato quattro anni in una libreria, dedicandosi contemporaneamente alla scrittura. 
Il suo penultimo libro pubblicato in Italia è L'ultimo lupo mannaro (Isbn Edizioni), il primo episodio di una trilogia sui lupi mannari. I diritti cinematografici del libro sono stati acquisiti dalla Scott Free, società dei fratelli Tony e Ridley Scott, per una trasposizione sul grande schermo. Il seguito, pubblicato in Italia nel 2012, è intitolato L'Alba di Talulla. 
Il terzo capitolo della trilogia sui lupi mannari è stato pubblicato il 4 febbraio 2014 con titolo originale di By Blood We Live (The Last Werewolf / Bloodlines Trilogy #3) nei paesi di lingua anglofona. Non si conosce la data di pubblicazione né quella di una eventuale edizione italiana. 
Attualmente vive a Londra.

## Opere
- Hope (1997)
- Love Remains (2000)
- 666. Io sono il diavolo (2002)
- Weathercock, Morte di un uomo qualunque (2003)
- Death of an Ordinary Man (2004)
- The Bloodstone Papers (2006)
- A Day And A Night And A Day (2009)
- L'ultimo lupo mannaro (2011)
- L'alba di Talulla (2012)